# ESAC
ESAC (European Space Astronomy Centre en anglès o Centre d'Astronomia Espacial Europeu), ubicat a Villanueva de la Cañada (a uns 30 km de Madrid); és el centre de l'Agència Espacial Europea (ESA) especialitzat en Astronomia Espacial. ESAC alberga els Centres d'Operacions Científiques (SOC) de les missions d'Astronomia i del sistema solar de l'ESA així com els seus arxius científics.

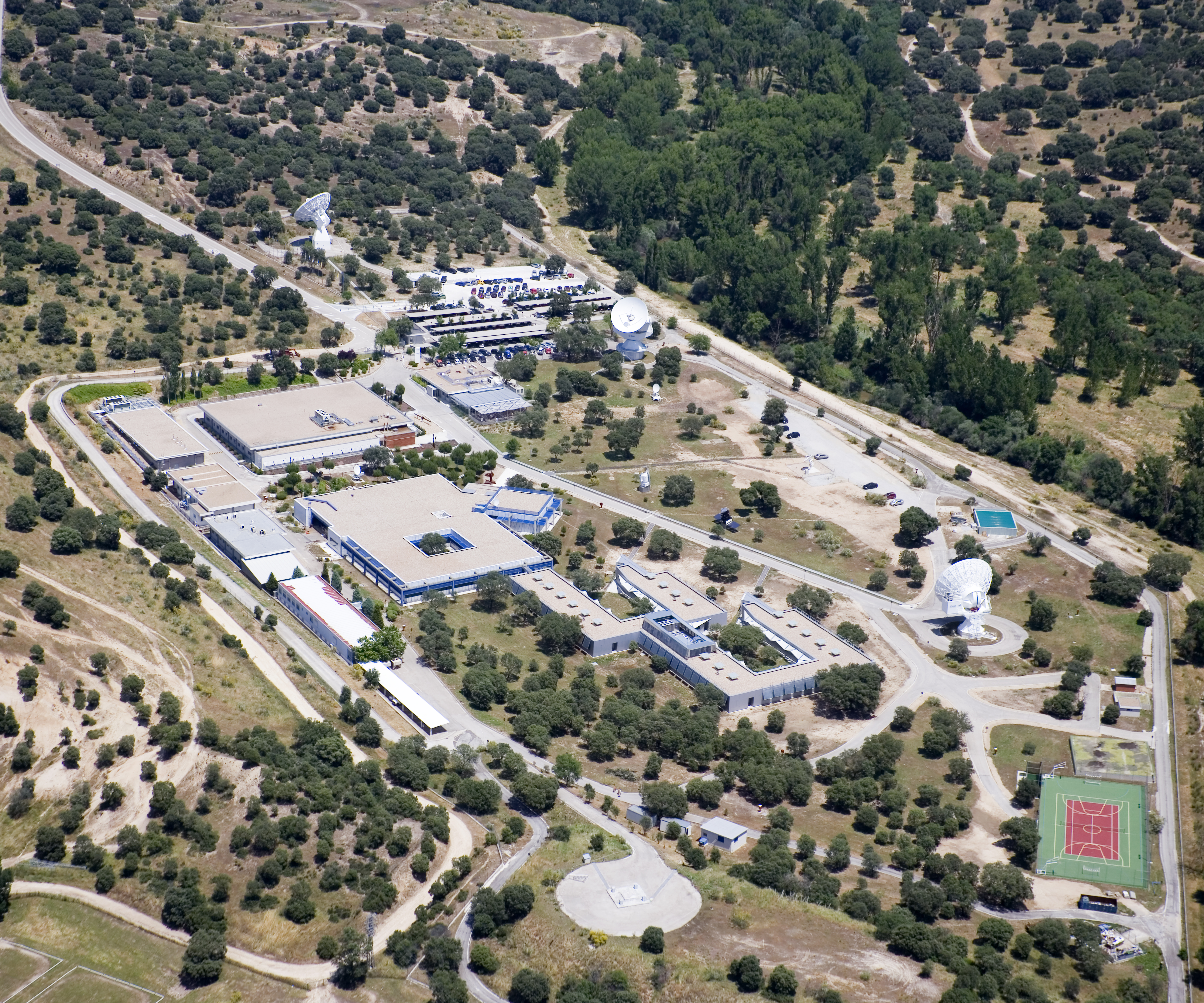
Foto aèria d'ESAC (European Space Astronomy Centre)

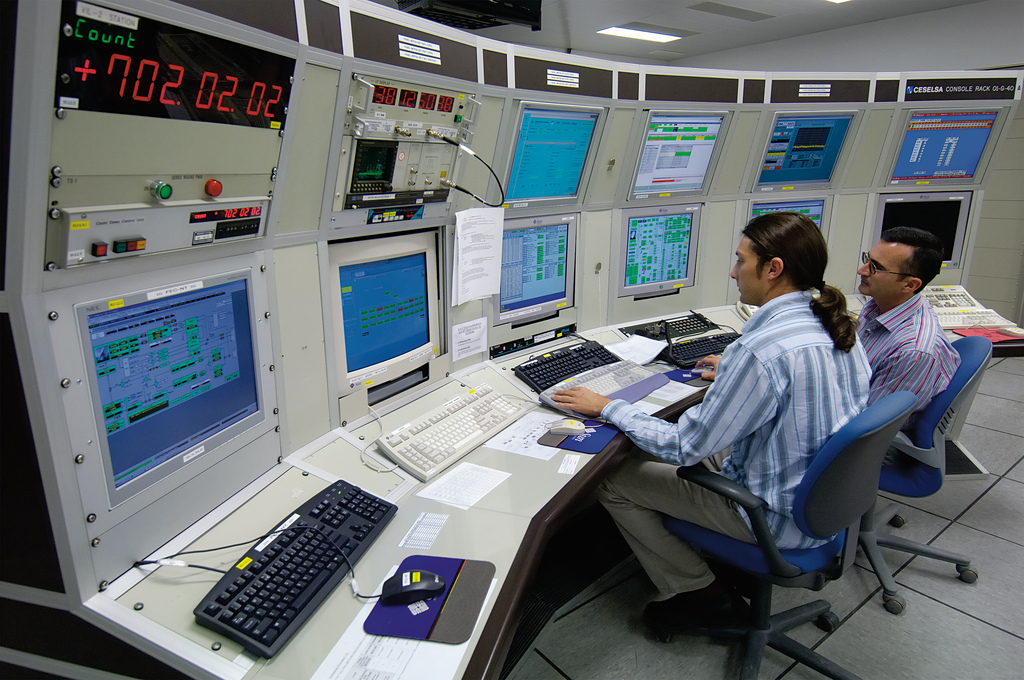
Centre de Control a l'ESAC.

Al seu torn, a l'ESAC es troba una Oficina d'Educació de l'ESA, els programes de la qual estan orientats als nivells universitari i de postgrau. A més, ESAC acull les activitats del nou programa europeu Space Situational Awareness (SSA) que proporcionarà informació precisa sobre els objectes que orbiten propers a la Terra, així com l'estudi de l'entorn espacial i les seves possibles amenaces. D'altra banda, en l'ESAC es troba el Centre de Processament de Dades de la càrrega útil del satèl·lit europeu SMOS (Soil Moisture and Ocean Salinity), pertanyent al programa d'Observació de la Terra de l'ESA. Finalment, ESAC alberga el Laboratori d'Astrofísica Espacial i Física Fonamental (LAEFF) pertanyent a l'INTA (Institut Nacional de Tècnica Aeroespacial), centrat en tasques d'investigació.
- SOC (Science Operations Centre): Quan un telescopi espacial aconsegueix la seva òrbita operativa, o una missió planetària la seva destinació, és el torn dels científics per obtenir el màxim profit de la missió. Per exemple, si el telescopi opera com un observatori, els astrònoms de tot el món realitzaran propostes d'observació sol·licitant apuntar els instruments cap a determinats objectes astronòmics. Una vegada avaluades i seleccionades les propostes d'observació, cal organitzar amb molta cura la planificació del funcionament dels instruments d'observació del satèl·lit. Aquesta és només una de les tasques que solen dur-se a terme en els SOC durant les missions de l'ESA. Sovint aquests centres també s'ocupen del calibratge dels instruments a bord dels satèl·lits, i d'ajudar a la comunitat científica a processar i analitzar les dades rebudes.
En l'actualitat ESAC acull els Centres d'Operacions Científiques de les següents missions: 
- XMM-Newton, llançada el 1999. És el telescopi de raigs X més sensible mai creat; s'utilitza per a l'estudi de fenòmens molt energètics, com els forats negres actius.
- Integral, llançada el 2002. Telecopi espacial de raigs gamma que detecta els esdeveniments més energètics del cosmos, com les explosions de radiació gamma.
- Mars Express, llançada el 2003. Estudia amb gran detall el Planeta Roig.
- Rosetta, llançada el 2004. Arribarà al cometa 67P/Txuriúmov-Herassimenko el 2014.
- Venus Express, llançada el 2005. Analitza l'atmosfera venusiana amb un grau de sensibilitat sense precedents.
- Herschel, llançat el 2009. Observatori de longituds d'ones infraroig i submilimètriques que observa els primers estels i galàxies mai formades. És el telescopi espacial amb el major mirall posat en òrbita fins avui.
- Planck, llançat amb Herschel, el 2009. Estudia l'origen i l'evolució de l'Univers.
- LISA Pathfinder, llançament previst el 2012. Provarà la tecnologia de la missió LISA.
- Gaia, llançament previst el 2012. Generarà un mapa tridimensional de la Via Làctia.
- BepiColombo, que es llançarà el 2014. Estudiarà detalladament el planeta Mercuri.
ESAC exerceix també un paper important en missions desenvolupades en col·laboració amb altres agències espacials, com és el cas del telescopi en infraroig AKARI amb l'agència espacial japonesa JAXA. ESAC proporciona a AKARI informació d'alta precisió necessària per completar els catàlegs de la missió, així com assistència als astrònoms europeus que han aconseguit temps d'observació.
En el futur ESAC participarà en la missió del telescopi espacial James Webb de la NASA, successor del telescopi espacial Hubble.
- Arxius Científics: El gran volum de dades científiques obtingut al llarg d'una missió espacial científica té un temps de vida major que la mateixa vida del satèl·lit. Les dades són arxivades i llocs a la disposició de la comunitat científica de franc i online. Moltes vegades aquests arxius constitueixen una mina de descobriments i troballes inesperades. Els arxius científics permeten als investigadors l'estudi de, per exemple, l'evolució d'un cert objecte celeste amb el temps o la seva aparença a diferents longituds d'ona.
L'ESAC alberga tots els arxius científics de les missions d'Astronomia i del sistema solar de l'ESA, la qual cosa explica la seva ràpida conversió en (centre neuràlgic) d'investigació i punt de trobada per a la comunitat científica.
Les dades d'ISO, XMM-Newton, Integral, Herschel, Planck i SOHO així com de les missions interplanetàries de Mars Express (Mart), SMART-1 (Lluna); Rosetta (cometa 67P/Txuriúmov-Herassimenko), Huygens (Tità, lluna de Saturn), Venus Express (Venus) i Giotto (cometa de Halley) estan disponibles en el sistema d'arxius d'ESAC i són consultats de forma regular per milers d'usuaris registrats
- Observatori Virtual (VO): L'objectiu del programa de l'Observatori Virtual Internacional radica a unir tots els arxius astronòmics existents. Com a proveïdor de dades i soci actiu del programa de VO, l'ESAC és el node europeu per a l'astronomia espacial. En un futur proper, els científics podran accedir de forma transparent a totes les dades des dels seus ordinadors de la mateixa manera que accedeixen a documents en Internet.
- Oficina d'Educació i Comunicació d'ESAC: Des d'ESAC es gestionen tots els programes educatius de l'ESA per a estudiants universitaris i de postgrau. Entre aquests, es troben els programes de Micro i Hiper-gravetat (incloent el programa de vols parabòlics, torre de caiguda lliure i Centrifugadora); així com els relacionats amb la navegació per satèl·lit, enginyeria de sistemes espacials i radioastronomia.
- Centre de Processament de Dades de la càrrega útil de SMOS: El satèl·lit SMOS estudia la humitat del sòl i la salinitat dels oceans, tots dos clau per entendre el funcionament de l'anomenat cicle de l'aigua, vital per a l'enteniment dels processos climatològics del nostre planeta. En l'ESAC es troba el Centre de Processament de Dades de la càrrega útil d'aquest satèl·lit.
- Space Situational Awareness (SSA): L'ESAC alberga l'equip del nou programa SSA per proveir a Europa i els seus ciutadans de la informació completa i exacta dels objectes que orbiten al voltant de la terra, de l'entorn espacial i de les seves possibles amenaces. Aquest equip està estudiant l'arquitectura del futur sistema europeu SSA, així com les polítiques de seguretat i de gestió de dades, i els serveis precursors en àrees de vigilància de l'espai, de l'entorn espacial i dels objectes propers a la Terra (Near Earth Objects o NEOs en anglès) 
- Laboratori d'Astrofísica i Física Fonamental (LAEFF): En l'ESAC es troba el LAEFF, fundat el 1991 com a col·laboració entre INTA, CSIC i ESA, per tenir interacció propera amb les activitats astronòmiques de l'ESA (IUE, ISO, XMM, Integral, Herschel, Planck, etc.).